# Cheloppia americana
Cheloppia americana är en kvalsterart som beskrevs av Sandór Mahunka 1985. Cheloppia americana ingår i släktet Cheloppia och familjen Oppiidae. Inga underarter finns listade i Catalogue of Life.